# Llajta Sumac
Llajta Sumac fue un destacado grupo de música folklórica de Argentina, de origen riojano, que actuó entre las décadas de 1940 y 1950. Fue uno de los conjuntos más importantes, en la etapa inmediatamente anterior al boom del folklore que se produjo en la década de 1950. 
El grupo estaba dirigido y tenía su eje en el dúo que integraron Esteban Velárdez y Lorenzo Vergara,  quienes acompañaron Remberto Narváez, Guillermo Arbós y el tucumano Miguel Ángel Trejo.

## Trayectoria
Llajta Sumac, que significa tierra linda en quechua (en realidad sería sumaq llaqta), tuvo como antecedente el grupo Los Riojanos que en la década de 1930 formaron los Hermanos Peralta Dávila, con Esteban Velárdez, Lorenzo Vergara y Eusebio Zarate. El grupo tuvo un considerable éxito en Buenos Aires, actuando en Mi Rincón, el local musical de mayor jerarquía en la década de 1940, ubicado en Cerrito entre Charcas y Santa Fe.
El folklorista Polo Giménez, quien de joven estuvo a punto de reemplazar al pianista Miguel Ángel Trejo, recuerda a Llajta Sumac en su libro De este lado del recuerdo del siguiente modo:

Corría el año mil novecientos cuarenta y nueve.  Por ese entonces se destacaba en Buenos Aires como el mejor conjunto folklórico uno que llevaba el nombre de Llatja Sumaj (Tierra linda) y sus directores, los integrantes del dúo Velardes-Vergara, solían venir, cuando sus ocupaciones se lo permitía y la sed los urgenciaba, a pasar un rato en Provincianos Unidos y – de paso – tomarse unos vinitos riojanos, como buenos riojanos que son.  Con motivo de esas asiduas visitas, me habían escuchado tocar el piano.

El grupo realizó varias grabaciones en 78 rpm, de temas como Tierra querida, El Portezuelo, Chacarera del santiagueño, Luna tucumana, El gauchito, La vidala del Culampaja, Canta zamba, El ecuador, Coplas de ausencia, Añoranzas, Verde romero, Katacay, Serenatas riojanas, El caramba, La firmeza, etc.